# Aspra
Aspra – wieś w Rumunii, w okręgu Marmarosz, w gminie Vima Mică. W 2011 roku liczyła 55 mieszkańców.